# یوشیهیتو یاماجی
یوشیهیتو یاماجی (ژاپنی: 山路 嘉人؛ زادهٔ ۱۳ ژانویهٔ ۱۹۷۱) یک بازیکن فوتبال اهل ژاپن است.
از باشگاه‌هایی که در آن بازی کرده‌است می‌توان به باشگاه فوتبال هوکایدو کونسادول ساپورو و باشگاه فوتبال وگالتا سندای اشاره کرد.